# موزه باستان‌شناسی گرگان
موزه باستان‌شناسی گرگان، یک موزه باستان‌شناسی است که در شهر گرگان قرار دارد.

## پیشینه
پیشینه موزه باستان‌شناسی گرگان در مکان فعلی، به سال ۱۳۵۵ خورشیدی باز می‌گردد که به عنوان موزه سنگ قبر افتتاح شد . در بهمن ماه سال ۱۳۶۷ با افزودن اشیاء باستان‌شناسی به صورت موزه باستان‌شناسی در آمد.

## موقعیت
استان گلستان، گرگان، خیابان شهداء، نبش چهار راه شهدا

## بخش‌ها

### بخش سنگ نوشته
در سرتاسر حیاط سرسبز موزه، سنگ قبرهایی از قرن هشتم تا دهم هجری قمری وجود دارد. عمدتاً سنگ‌ها از نوع ریشه‌ای و گهواره‌ای است که بر روی سنگ‌ها عموماً آیاتی از قرآن، صلوات کبیر، احادیث، اشعار و نام متوفی همرا ه با شغل و پیشه و تاریخ فوت نقل گردیده است. سنگ‌ها به شیوه‌های گوناگون تزئین شده‌اند که از مهم‌ترین آن می‌توان نقوش محرابی و تزئینات مقرنس و طرح‌های اسلیمی را نام برد. همچنین نقوش تعدادی از سنگ‌ها در عین خاموشی حاکی از نوع تلاش دستان توانمند متوفی در رهگذر زندگی و مبین شغل و حرفه متوفی است.

### بخش باستان‌شناسی
در ویترین معدود این بخش از موزه نگرشی عمیق بر تاریخ بیش از ۷ هزار سال ایران زمین و خطه گلستان را داریم. چگونگی انتخاب اشیاء به ترتیب پیش از تاریخ، دوره تاریخی و دوره اسلامی نمونه‌هایی عرضه گردیده است. نمونه‌های مختلف ظروف سفالی، جنگ‌افزارهای مفرغی، زیورآلات طلایی و ظروف منقوش، آبگینه‌های زیبای دوره اسلامی و نهایتاً سکه‌هایی از دوره اشکانی تا قاجاریه، نمونه‌هایی است که در این بخش به نمایش در آمده است.

## زمان بازدید
شش ماهه اول سال از ساعت ۹ بامداد تا ۱۸ غروب.
شش ماهه دوم سال از ساعت ۸ بامداد تا ۱۷ غروب.